# Rudnyánszky Gyula
Dezséri Rudnyánszky Gyula (Özdöge, 1858. május 1. – Budapest, 1913. december 8.) költő és hírlapíró.

## Életrajz
Rudnyánszky Károly 1848-as honvédfőhadnagy fia. Tanulmányait magánintézetben végezte és a jogi pályára lépett, ezzel azonban 1876-ban szakított s az irodalomnak szentelte életét. 1904-ben Debrecenben a Szabadság című politikai lapot szerkesztette, a kiadóval azonban nem tudott megegyezni, e miatt a laptól megvált és családjával Budapestre költözött. 1905 decemberében kivándorolt az Amerikai Egyesült Államokba, nejével, Réti Laura vidéki primadonnával együtt.
New Yorkban megindította a Napsugár című hetilapot, majd a hetilap székhelyét áttette Clevelandbe, a szerkesztőségben néhány hónapig - díjazás nélkül - együtt dolgozott Rudnyánszkyval Káldor Kálmán és Rácz-Rónay Károly. Már 1905-ben súlyosbodott vaksága, majd teljesen megvakult, 1912-ben hazajött. Kiadta utolsó verseskötetét, a Napszállat felé címűt, ebben főleg Amerikában kelt verseit gyűjtötte össze, a korabeli Amerikába bevándorlók nehéz sorsát is verseibe foglalta. Ebben jelent meg a Katona-levél c. költeménye is a népből jött katonáról, aki parancs ellenére sem hajlandó az övéire, a sztrájkoló munkásokra lőni.
Az 1913-ben, halála évében megjelenő kötet meghozta az igazi irodalmi elismerést; Ady lelkes kritikája után az irodalmi élet elismerte. Ady Endre a következőket írta róla: „Rudnyánszky különb volt az összes korabeli Arany és Petőfi epigonnál, kik hírre, polcra vergődtek, s több talán még Komjáthynál, Reviczkynél is.”

## Munkássága

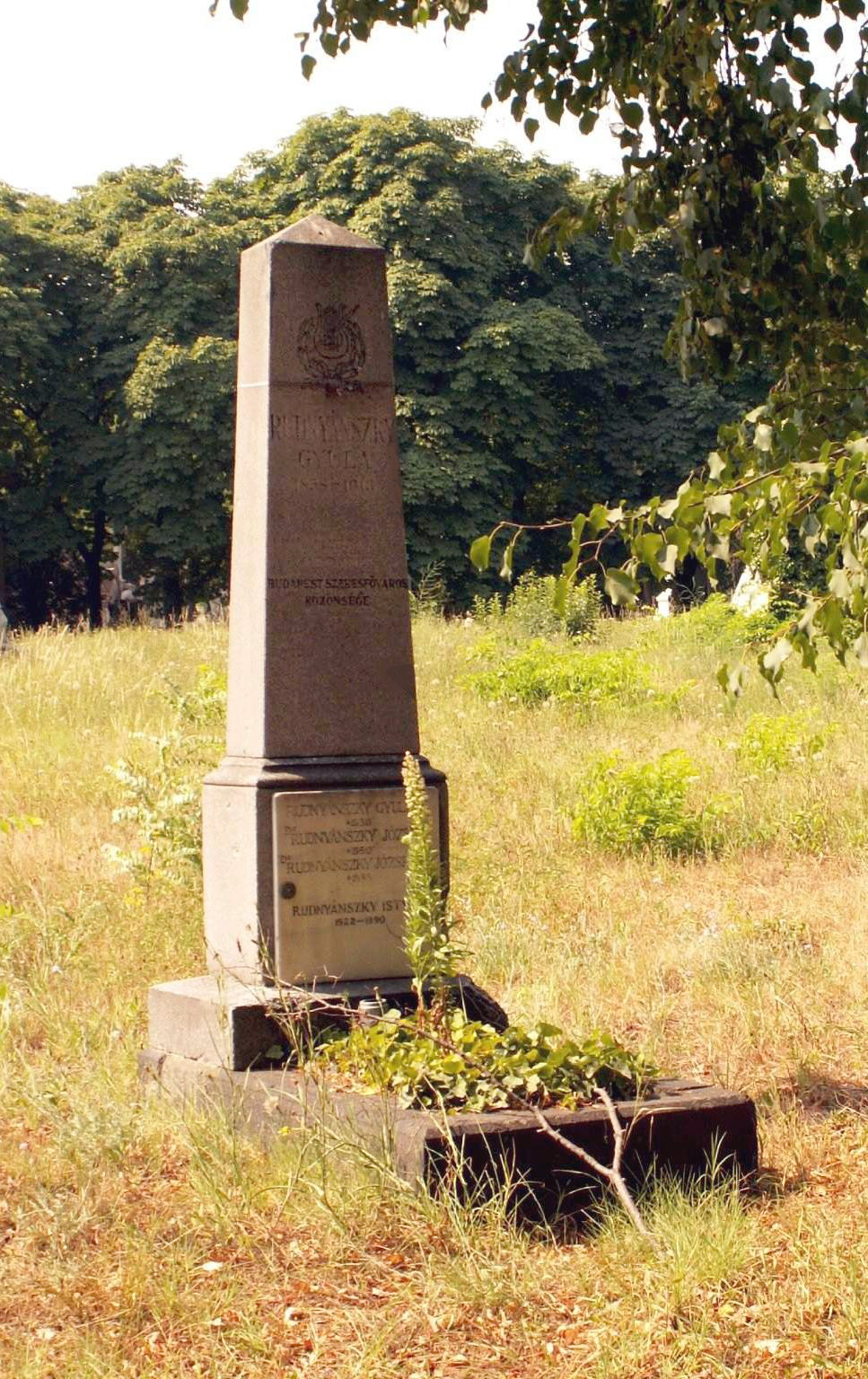
Sírja a Fiumei úti sírkertben (9-1-21)

Cikkei, költeményei a következő hírlapokban és folyóiratokban jelentek meg: 
- Petőfi Társaság Lapja (1878. költemény);
- Képes Családi Lapok (1880-1895. Költemények, rajzok, elbeszélések, irodalmi cikkek és A Pándy kisasszonyok, regény); *Hon (1880. 16. sz. Toldi bucsúja Piroskától), Koszorú (1881. költ., Odry Lehel életrajza, 1882. költ.);
- Pesti Hírlap (1881 81. sz. Drámabirálók);
- Fővárosi Lapok (1882. költ.);
- Pesti Napló (1882. 94 Ujabb Drámairodalmunkról; M. Szalon (1887. Margitai Tihamér);
- Kisfaludy Társaság évlapjai (Új F. XII. 1888. Levél egy színigazgatóhoz, jutalmazott költemény);
- Vasárnapi Újság (1888. a párkák, Lingg H. költ.);
- Magyar Szemle (1889. Reviczky Gyula, A népszínműről, A versfaragók, irodalomtört. adat);
- Kécske és Vidéke (1891. 9. sz. Petőfi és kiadói, ugyanez a Békés 9. sz. is);
- Budapesti Hírlap (1891. 164. sz. Arany János szülőháza);
- Felsőmagyarország (1895. 112. sz. A sajtóhibákról);
- Székesfehérvár és Vidéke (1900. 136. sz. Vörösmarty, ugyanez az Aradi Közlöny 278. sz. is);
- Agrar Album (1900. költ), írt még a Mátyás Diákba, a Felső Magyarországba, Alföldbe, Szegedi Hiradóba (1896-ban a szerkesztőség rendes tagja), a Tapolca és vidékébe és a Szalontai Lapokba.

Szerkesztette a Magyar Szemlét 1882-ben Budapesten, de csak egy száma jelent meg.

## Művei
- Fanny dalai (Budapest, 1877.)
- Sic vivamus! (Nyitra, 1878.)

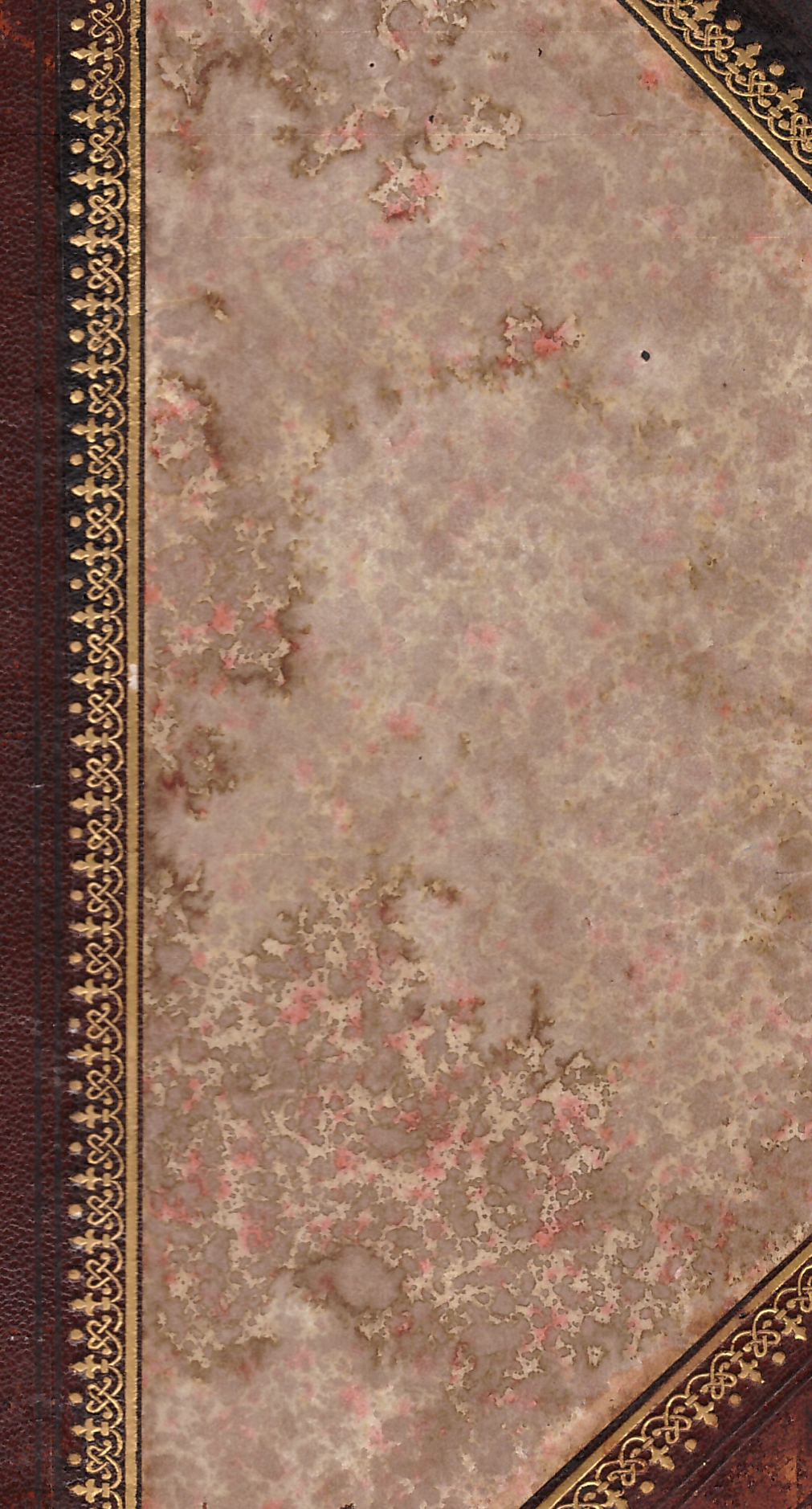
Fényben árnyban (1886) – borító

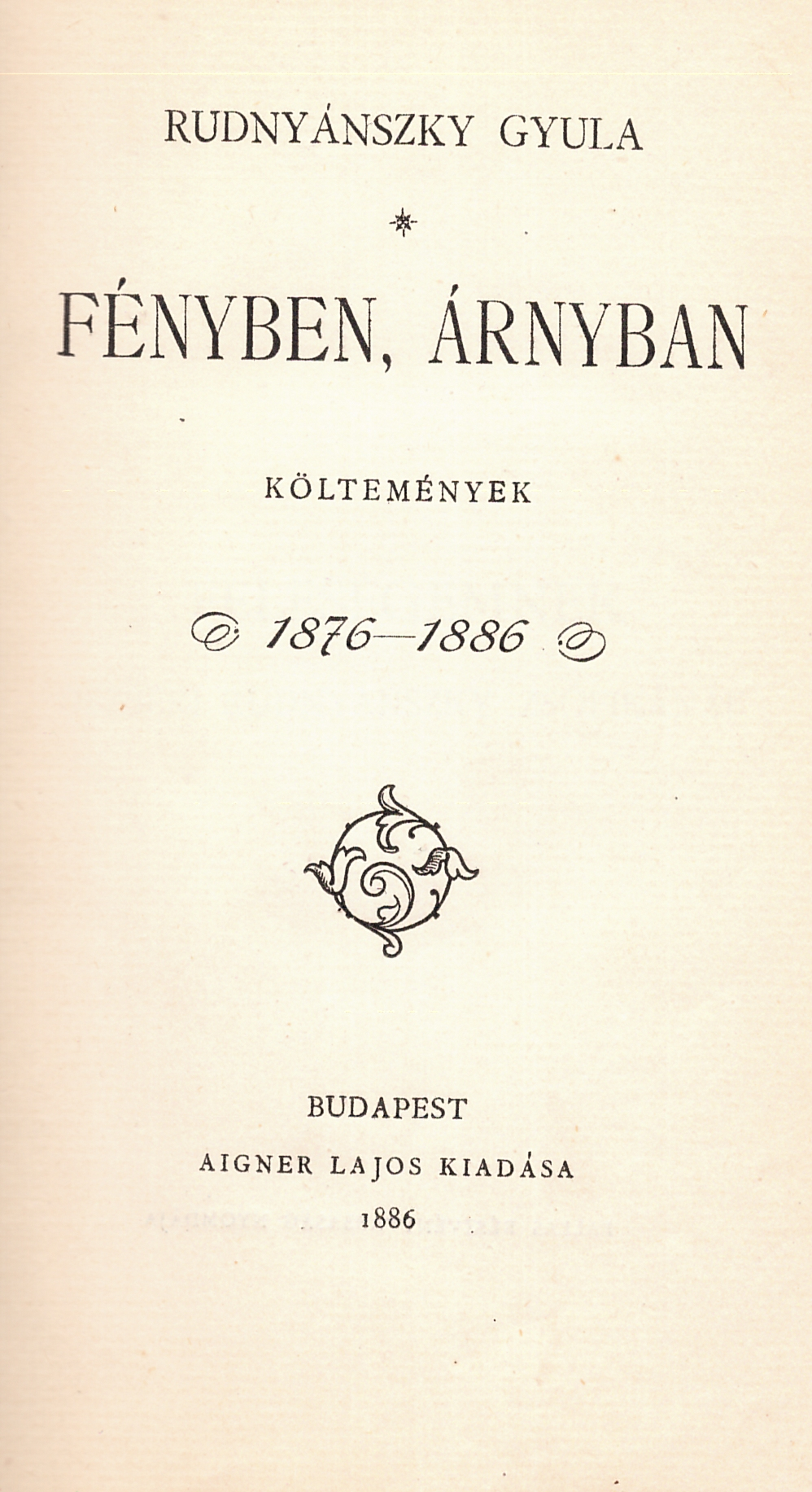
Fényben árnyban (1886) – címlap

- Fényben-árnyban (költemények, 1876-1886.)
- A cigányok (Esztergom, 1886.)
- Ezermester (1887.)
- Jézus (1888.)
- Mária-dalok és legendák (1888.)
- A zsarnok (1886.)
- Ezeregy legegyszerűbb és legszebb magyar népdal (Összegyűjtötte Cserjés László, 1888.)
- Nyár (1889.)
- Költemények Mátyás királyról (1890.)
- Új könyv (1891.)
- Költemények (Győr, 1892.)
- Kis gyermekek verses könyve (Budapest, 1893.)
- A gyáva (1893.)
- Szerelem (1894.)
- Kossuth Lajos (1894.)
- Rózsa és Aladár (1894.)
- Petőfi (színmű 1 felv., 1899.)
- Építő Sándor (1899.)
- Névtelen virág (1899.)
- Zrinyi Miklós, a szigetvári hős (1899.)
- Mátyás király (1902.)
- Kinizsi Pál élete és hős tettei (1902.)
- Új költeményei 1894-1904. Debrecen, (1904.)
- Dobó Katica, a hős honvédleány vagy Egervár ostroma (Budapest, 1904.)
- Petőfi (1905.)
- 48 magyar vers (Budapest, 1905)
- Búcsúbeszéd (New York, 1912.)[halott link]
- Napszállat felé (Budapest, 1913..)